# Социосексуальная ориентация
Социосексуальная ориентация, иначе называемая социосексуальность, — это индивидуальная разница в готовности к сексуальной активности вне постоянных отношений. 
Лица, которые ограничены в социальносексуальном плане, менее склонны к случайным половым связям; они предпочитают любовь, приверженность и эмоциональную близость с романтическими партнерами случайным половым связям. Люди с неограниченной социосексуальной ориентацией более склонны к случайному сексу без любви, обязательств или эмоциональной близости.

## История
Социосексуальность как концепция была введена Альфредом Кинси для описания различий в склонности индивидов к незарегистрированным сексуальным отношениям.
Единичные исследования проводились до тех пор, пока в 1991 году Гангестад и Симпсон выпустили свой опросник социально-сексуальной ориентации из 5 пунктов. Однако были обнаружены серьезные проблемы с исходной шкалой в отношении социосексуальности, как единственного измерения — ее низкая внутренняя согласованность, неравномерное распределение баллов и отдельные вопросы, неприменимые к одиночкам. Именно это побудило Пенке и Асендорпф создать SOI-R.
В настоящее время существует два варианта SOI-R, доступных на 25 языках: 9-балльная шкала ответов для интеграции с исходным опросником SOI Гангестада и Симпсона с 5-балльной шкалой ответов для испытуемых. Языковые версии включают как интернациональные языки (напр. английский), так и менее распространенные (чешский, венгерский)

## Измерение
Пересмотренный опросник социосексуальной ориентации (SOI-R) разработан для измерения социосексуальности, с высокими показателями SOI, соответствующими неограниченной ориентации, и низкими показателями SOI, обозначающими ограниченную ориентацию. SOI-R также позволяет отдельно оценивать три аспекта социосексуальности: поведение, отношение и желание.

## Гендерные различия и сексуальная ориентация
Мужчины, как правило, имеют более высокие показатели SOI и более свободны, чем женщины, в разных культурах. Тем не менее, существует больше различий в оценках внутри каждого пола, чем между мужчинами и женщинами, что указывает на то, что, хотя средний мужчина менее ограничен, чем средняя женщина, люди могут различаться по социосексуальности независимо от пола.
В соответствии с концепцией социосексуальной ориентации бисексуальные женщины несколько менее ограничены, чем лесбиянки и значительно менее гетеросексуальных женщин.
Геи и бисексуалы похожи на гетеросексуальных мужчин в социосексуальных отношениях, поскольку они выражают относительно неограниченные отношения по отношению к женщинам.
Согласно исследованию «неограниченные женщины», как правило, имеют больше сексуальных фантазий, связанных с властью или контролем над другим человеком и более низким уровнем сексуального консерватизма, чем ограниченные женщины. «Неограниченные мужчины», как правило, более склонны проявлять сексуальную агрессию и более консервативно относятся к женщинам, чем «ограниченные» социокультурными нормами мужчины.

## Склонность к спариванию

### Мотивы
Женщины без ограничений более мотивированы к случайному сексу, чем женщины с ограничениями, поскольку они ощущают больше преимуществ, связанных с краткосрочным спариванием. К ним относятся сексуальные выгоды (например, новизна нового партнера), материальные выгоды (например, получение дорогих подарков) и улучшение их навыков соблазнения.
Социосексуальность для мужчин с низкой социальной ответственностью в меньшей степени связана с краткосрочными выгодами.
При просмотре привлекательных женщин-моделей неограниченные мужчины больше интересуются физической привлекательностью моделей, в то время как ограниченные мужчины проявляют больший интерес к социальным чертам, которыми предположительно обладают привлекательные женщины. Женщины без ограничений сообщают о большем интересе к популярности привлекательных моделей-мужчин и меньше заинтересованы в их готовности брать на себя обязательства по сравнению с женщинами с ограничениями.

### Предпочтения партнера
Мужчины и женщины с неограниченной социально-сексуальной ориентацией рассматривают краткосрочных партнеров с большим сексуальным опытом как более желательные, в то время как ограниченные женщины считают сексуальную неопытность партнеров желательной. «Неограниченные» люди придают большее значение физической привлекательности партнеров, в то время как «ограниченные» люди придают большее значение характеристикам, свидетельствующим о хороших личных и родительских качествах (например, внутренняя чистота, доброта, ответственность, верность). Суждение о сексуальной привлекательности более вариабельно у неограниченных мужчин, чем у ограниченных мужчин.
Люди могут точно оценить социосексуальность созданных компьютером и реальных лиц, при этом «неограниченная социосексуальность» связана с большей привлекательностью женских лиц и большей мужественностью мужских лиц. Женщины, как правило интуитивно, предпочитают мужские лица, связанные с ограниченной социосексуальностью, в то время как мужчины предпочитают неограниченные женские лица как для краткосрочных, так и для долгосрочных партнеров

## Культура
В регионах, страдающих высокой распространенностью инфекционных заболеваний, как мужчины, так и женщины сообщают о более низком уровне социосексуальности, поскольку «неограниченные» люди рискуют в значительно большей степени.